# DPDgroup
Geopost (DPDgroup, Dynamic Parcel Distribution) — міжнародна служба експрес-доставки зі штаб-квартирою в німецькому Ашаффенбурзі. Належить французькому La Poste.
Компанія працює на теренах Європи, Азії, ПАР, Індії, Бразилії та інших країнах світу, безпосередньо або через партнерські відносини.
У 2019 році компанія доставила 1,3 млрд посилок по всьому світі та отримала прибутку 7,8 млрд. євро.

## Історія
У 1980-х роках «Le Groupe La Poste» започаткувала свою транспортну діяльність зі створенням «Chronopost» у 1985 році.
У 1999 році «Le Groupe La Poste» створила «GeoPost» для консолідації бізнесу з експрес-доставки. У 2000-х роках «GeoPost» здійснила ряд придбань транспортних операторів на різних європейських ринках.
У листопаді 2000 року «GeoPost» придбала британського оператора «Parceline» та ірландського «Interlink». Сума угод становила близько 277 млн доларів. У 2008 році здійснено ребрендинг на «Dynamic Parcel Distribution».
У 2001 році «GeoPost» стала головним акціонером «DPD», компанії, створеної у 1977 році в Ашаффенбурзі, Західна Німеччина. У тому ж році «GeoPost» придбав британську компанію «Parceline», яка була ребрендована в «DPD» у березні 2008 року.
У подальшому здійснено наступні придбання:
- У 2004 році 40% «Seur Internacional» — іспанський приватний оператор.
- У 2006 році «Exapaq» (нині «DPD France»).
- У 2009 році «Pickup Services».
- У 2011 році 75% «DPD Laser» у ПАР та 35% «Lenton» у Гонконзі.
- У 2013 році 40% «DTDC» — друга за величиною мережа доставки в Індії.
- У 2014 році «Siódemka» — провідний оператор на польському ринку.

У 2015 році «GeoPost» об'єднав «DPD», «Chronopost» та «Seur» під брендом «DPDgroup».
Внаслідок злиття «Exapaq» стала «DPD France», а логотип «Chronopost» отримав елемент «DPDgroup».
У 2016 році «DPDgroup» збільшила інвестиції у власний капітал в мережі «DPD» — у тому числі взяття 100% контролю над «DPD» в Німеччині — та придбала 60% акцій «JadLog» (Бразилія).
У 2017 році «DPDgroup» збільшила свою частку у «Seur» до 87%, завершила придбання «Stuart» (Франція) та придбала 37,5% акцій «BRT» (Італія).
У 2018 році частка в «SEUR» збільшена до 94%, «DPDgroup» придбала міноритарний пакет акцій «Ninja Van» (Південносхідна Азія).
У 2019 році «DPDgroup» стала основним акціонером «BRT», збільшивши свою частку в капіталі до 85% та придбавши мажоритарний пакет акцій транснаціональних операцій на азійському ринку.

## Діяльність

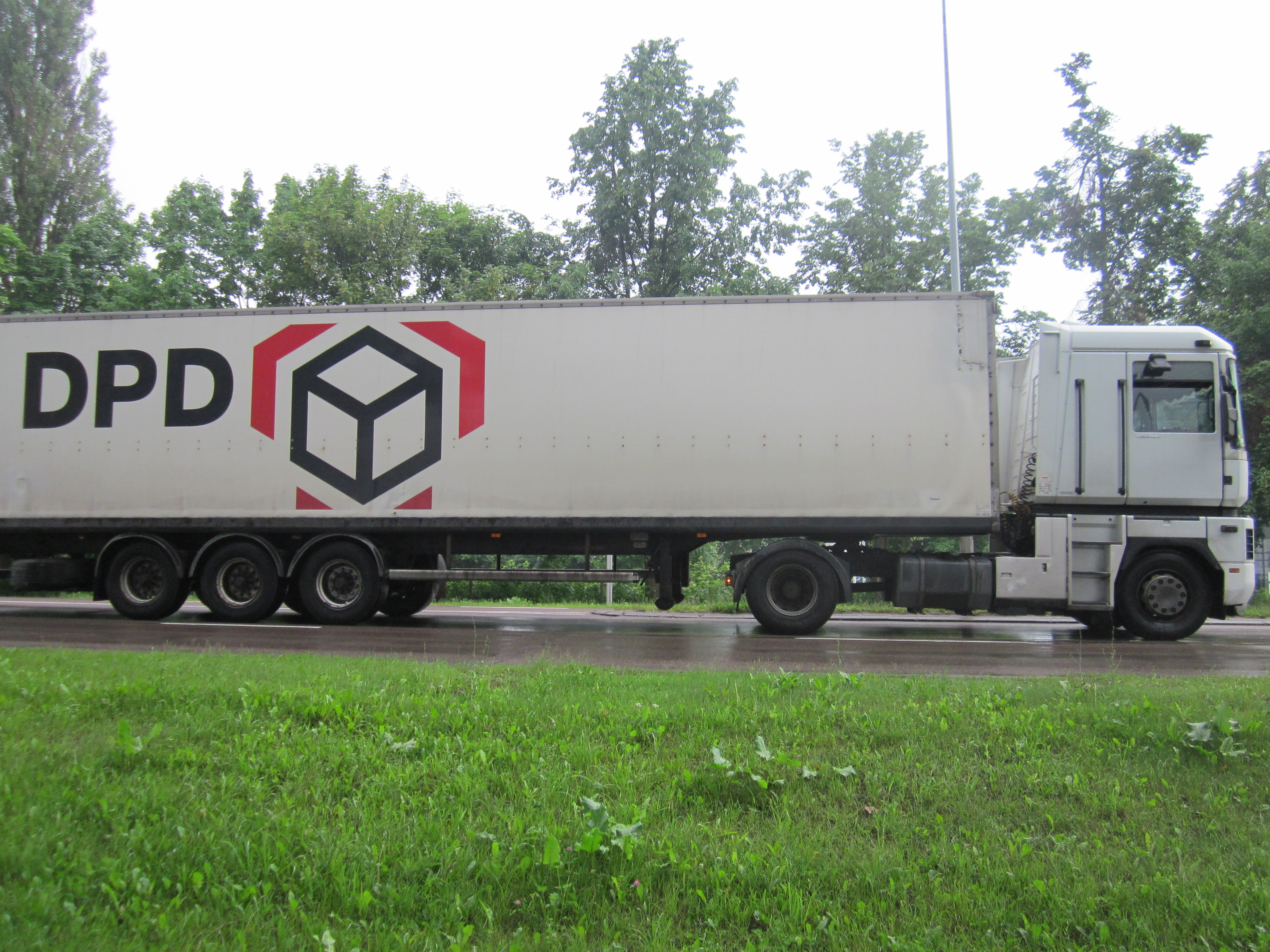
Магістральний вантажний автомобіль компанії у Польщі, 2014 рік

### Спектр послуг
«DPDgroup» працює на ринку доставки посилок менше 31,5 кг, так званому сегменту «КЕП» (кур'єр, експрес, посилка).
Компанія працює у різних підсегментах ринку КЕП, які визначаються за такими критеріями:
- Час доставки: «DPDgroup» працює у стандартному або відкладеному сегменті доставки (без гарантованих термінів доставки, який становить від 24 до 72 годин залежно від місця призначення) та в сегменті експрес-доставки (гарантована доставка наступного дня на внутрішніх маршрутах та до кількох днів для міжнародних).
- Географічне покриття: «DPDgroup» спеціалізується на внутрішній доставці, де працюють партнери (доставка по всій країні), а також на внутрішньоєвропейській доставці. Також здійснюється активізація міжконтинентальної доставки.
- Типи відправників та одержувачів: «DPDgroup» охоплює потоки посилок між бізнесом (BtoB), між споживачами (CtoC), від бізнесу до споживача (BtoC) та від споживача до бізнесу (CtoB).

### Міжнародна діяльність
«DPDgroup» працює в основному у Європі та присутня у 23 країнах:
- Під брендом «DPD» (в Австрії, Білорусі, Бельгії, Хорватії, Естонії, Франції, Казахстані, Португалії, Німеччині, Угорщині, Ірландії, Латвії, Литві, Люксембурзі, Польщі, Словаччині, Словенії, Швейцарії, Чехії, Нідерландах, Велика Британія, Румунія, Росія).
- Під брендом «Chronopost» (Франція).
- Під брендом «Seur» (Іспанія).
- Під брендом «BRT» (Італія)[10].

Компанія має також активи в інших логістичних компаніях («Speedy» в Болгарії) та працює на основі партнерських відносин з операторами в інших європейських країнах, у тому числі з «Новою поштою» в Україні та з «PostNord» у нордичних країнах.
За межами Європи «DPDgroup» працює у таких країнах:
- Бразилія (60% в «Jadlog»);
- Індія (43% у «DTDC»);
- Туреччина (25% в «Yurtiçi Kargo»);
- Південносхідна Азія (32,6% у «Ninja Van»[13]) та Китай (65% у «Lenton»[9]);
- Марокко, Буркіна-Фасо та Маврикій (під брендом «Chronopost»);
- Єгипет (20% у «Bosta»)[14];
- ПАР (під «DPD Laser»).

«DPDgroup» виступає на ринку експедиції вантажів через свою дочірню компанію «Tigers» (частка 72%), міжнародного експедитора, який працює в Азії (Китай), Австралії, США та Європі.